# Виссарион (Гривов)
Епи́скоп Виссарио́н (болг. Епископ Висарион, в миру Георги Павлов Гривов; 6 июля 1971, Пештера) — епископ Болгарской православной церкви, титулярный епископ Смолянский, викарий Пловдивской епархии.

## Биография
Начальное образование получил в школе им. святого Климента Охридского в городе Пештера, а среднее — в Пазарджике. За 1994—1995 учебный год окончил двухлетний курс Софийской духовной семинарии святого Иоанна Рыльского. В 2002 году окончил православный богословский факультет Великотырновского университета имени святых Кирилла и Мефодия.
4 ноември 2002 година в Монастыре Светой Троицы на Крыстовой Горе был пострижен в монашество. 25 ноября того же года митрополитом Пловдивским Арсением был рукоположён в сан иеродиакона. 27 ноября того же года был рукоположён в сан иеромонаха. Его духовным наставником стал митрополит Плевенский Игнатий.
1 апреля 2004 года был назначен игуменом Монастыря Светой Троицы на Крыстовой Горе. 26 июля 2007 года митрополитом Пловдивским Николаем (Севастияновым) был награждён саном архимандрита. 1 июня 2010 года был назначен архиерейским наместником на Смолянского духовного округа.
16 февраля 2021 года решением Священного Синода Болгарской православной церкви по предложению митрополита Пловдивского Николая (Севастиянова) был единодушно избран викарием Пловдивской митрополии с титулом «Смолянский».
21 февраля 2021 года в Митрополитском храме святой Марины в Пловдиве состоялась его епископская хиротония. Хиротонию совершили: митрополит Пловдивский Николай (Севастиянов), митрополит Ловчанский Гавриил (Динев), митрополит Западно и Средноеевропейский Антоний (Михалев), митрополит Варненский и Великопреславский Иоанн (Иванов), митрополит Старозагорский Киприан (Казанджиев), митрополит Видинский Даниил (Николов), митрополит Доростольский Иаков (Дончев) и епископов Мелнишский Герасим (Георгиев), епископ Величский Сионий (Радев), епископ Белоградчикский Поликарп (Петров) и епископ Знепольский Арсений (Лазаров). В богослужении принимают соучастие и представителя Румынской патриархии в Болгарии ионом Нелуц Опря и представитель Московского Патриархата архимандрит Вассиан (Змеев), а также десятки клириков из различных епархии.